# Leatherface
Leatherface (lett. "Faccia di Cuoio") è un personaggio immaginario, protagonista della saga cinematografica Non aprite quella porta. È sempre rappresentato come un uomo grande e grosso, ma mentalmente disturbato: uccide perché è convinto di essere minacciato, e quindi di stare proteggendo la propria casa e la propria famiglia. Il personaggio è ispirato al serial killer Ed Gein detto il "Macellaio di Plainfield" che, come lui, indossava maschere con la pelle del volto di persone riesumate dai cimiteri o addirittura vittime da lui stesso uccise.

## L'originale
Faccia di Cuoio è interpretato per la prima volta dall'attore Gunnar Hansen. Leatherface è diverso da ogni altro cattivo dei film dell'orrore, in quanto non commette i suoi crimini perché crudele o sadico: è ritardato mentalmente e per questo invogliato dalla famiglia a commettere atti brutali. Indossa principalmente tre maschere, la "Maschera da Assassino", la "Maschera da Nonna" e la "Maschera da Ragazza Dolce", le quali riflettono la sua personalità del momento. I denti furono fatti apposta dal dentista di Gunnar Hansen.
La motosega utilizzata era una Poulan 306A.

## Biografia
Faccia di Cuoio è un serial killer nato negli anni cinquanta in una famiglia molto particolare del Profondo Sud degli Stati Uniti d'America, da una relazione incestuosa tra il fratello maggiore Drayton Sawyer e la madre Velma, la quale è molto possessiva nei confronti del figlio ritardato. È un bambino di 5 anni molto timido che ha un intenso rapporto con la madre e il nonno. Il film originale non mostra mai Faccia di Cuoio senza una delle sue maschere di pelle umana. Egli è completamente sotto il controllo della sua famiglia, e fa tutto quello che essa gli chiede di fare, perché fondamentalmente ha paura di loro. Uccide per autodifesa perché si sente minacciato, e nel primo film si capisce che è in realtà spaventato da tutte le persone che entrano nella sua casa.
Faccia di Cuoio nell'agosto del 1973 uccide quattro giovani. La giovane Sally Hardesty è l'unica che riesce a sfuggire al gruppo di assassini.

## Successive modifiche
Faccia di Cuoio appare molto cambiato nei film successivi che lo vedono protagonista. In Non aprite quella porta - Parte 2, il cannibale si innamora di una ragazza che indaga sui suoi crimini, mentre nel primo era descritto come un assassino senza pietà. In Non aprite quella porta - Parte 3, film molto più tenebroso e splatter dei precedenti, l'uomo ha una figlia, avuta probabilmente da una violenza carnale su una sua vittima. Infine in Non aprite quella porta IV, come nel primo, il protagonista commette crimini solo sotto comando dei familiari da cui è terrorizzato, che sono coinvolti in un complotto per diffondere orrore per conto di una società segreta della massoneria. Inoltre Faccia di Cuoio appare come un travestito per gran parte del film e attratto dalla bellezza femminile come nella seconda pellicola. A causa di questi notevoli cambiamenti, questo sequel è considerato dai fan come il peggiore della saga.

## Non aprite quella porta 3D
In Non aprite quella porta 3D, si scopre che il vero nome del personaggio è Jedidiah Sawyer, chiamato Jed per tutto il film e non viene mai chiamato Faccia di Cuoio. È il cugino della protagonista Heather Miller, il cui nome di nascita è Edith Rose Sawyer. Jed visse assieme a sua nonna Verna Carson fino a quando quest'ultima non morì e Jed si ritrovò solo. Inizialmente tenta di uccidere Heather ma, alla fine del film, Jed vede l'ustione da fuoco (che porta il simbolo della famiglia Sawyer, bruciata all'interno della casa all'inizio del film) sul seno di Heather e la riconosce come sua cugina. Dopo i titoli di coda del film, Jed uccide i genitori adottivi di Heather.

## Maschere
Nel primo film, Faccia di Cuoio indossa tre maschere di pelle umana: la "maschera da assassino", la "maschera da nonna" e la "maschera da ragazza dolce". A proposito Gunnar Hansen commentò: «La ragione per la quale lui indossa una maschera, secondo Tobe e Kim, è perché la maschera determina la sua personalità del momento. Chi vuole essere quel giorno determina quale maschera sceglierà. Così quando Drayton arriva a casa con Sally, Faccia di Cuoio indossa la maschera da "vecchia signora" e porta un grembiule da cucina, ha un cucchiaio di legno in mano, si sente una casalinga, una massaia che vuole aiutare in cucina. Alla cena invece "indossa" una faccia diversa, la "ragazza dolce", più "elegante". Il vestito da "ragazza truccata" consiste in una parrucca da donna e un completo nero da uomo, in quanto Faccia di Cuoio si è vestito "bene" per la cena in famiglia, come da tradizione delle famiglie patriarcali del profondo sud. Infine, la maschera da "macellaio assassino" è quella che indossa per cacciare e massacrare le sue vittime. Dietro la maschera, veramente, Faccia di Cuoio è un tipo molto semplice ... uccide chiunque gli si avvicini, obbedisce ai suoi fratelli, vuole bene al nonno.».
In seguito Hansen aggiunse: "La trovata della maschera è che non ci sia una vera personalità sotto di essa. Questa era l'idea discutendone con Tobe e Kim. Quando loro crearono il personaggio, dissero che doveva indossare una maschera per esprimere se stesso perché senza non ci sarebbe riuscito. Il modo in cui tentammo di delineare il personaggio, che quindi non ci fosse nessuno dietro la maschera, è quello che lo rende così spaventoso".
Il prequel Leatherface del 2017 fornisce molto più background al personaggio, mostrando che nel corso di un inseguimento della polizia dopo la sua fuga da un ospedale psichiatrico, è stato colpito a entrambe le guance. Quindi indossa una maschera anche perché è stato sfigurato.
Il remake racconta una differente ragione del perché Faccia di Cuoio indossa una maschera. Da bambino, una grave deformità al viso gli portò via gran parte del naso e lo rese soggetto alle crudeli prese in giro dei coetanei. Prima di uccidere, indossa pelli di animali, panni e maschere di cuoio che gli coprono la parte bassa del volto. In seguito, comincia a indossare la pelle delle sue vittime umane che scuoia, indossando i loro volti come maschere. In contrasto al film del 1974, Faccia di Cuoio non sembra avere maschere diverse a seconda delle occasioni e del suo stato emotivo, e cambia maschera solo occasionalmente. Appare brevemente senza maschera in una scena del remake, dove il suo viso sfigurato dalla deformità mostra segni di degenerazione dei tessuti e la mancanza del naso.

## Interpreti

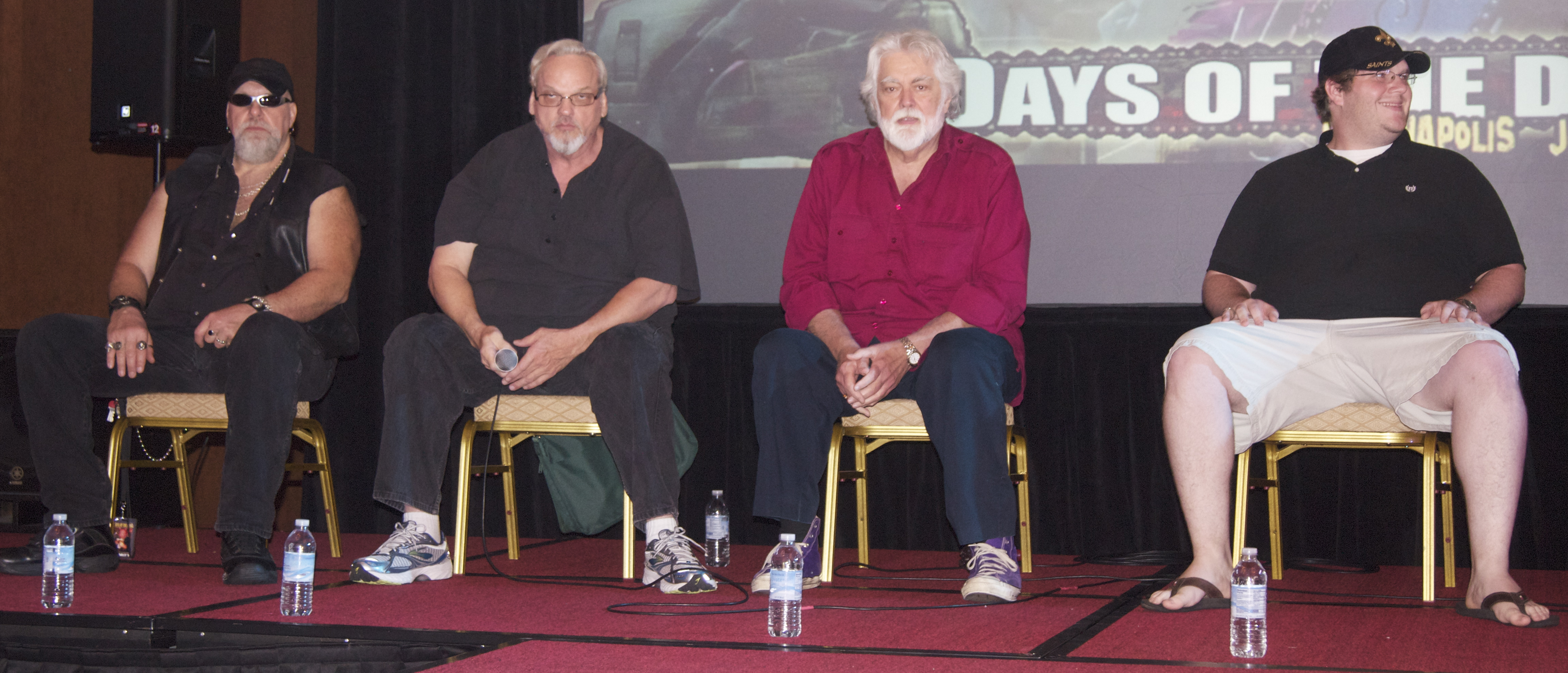
Gli attori che hanno interpretato Leatherface (R.A. Mihailoff, Bill Johnson e Gunnar Hansen) in The Texas Chain Saw Massacre (1974), The Texas Chainsaw Massacre 2 (1986) e Leatherface: The Texas Chainsaw Massacre III (1990) alla convention Days of the Dead Indianapolis del 2012

Il personaggio di Leatherface nei sei film della serie, è stato interpretato da sette attori diversi. L'attore Andrew Bryniarski ha interpretato il personaggio di Thomas Hewitt negli ultimi due film (rispettivamente remake/reboot del film del 1974, e prequel del film remake/reboot), anche se solo nel prequel del 2006 interpreta anche Faccia di Cuoio dietro la sua maschera.

### Film
1. Non aprite quella porta (The Texas Chainsaw Massacre, 1974): Gunnar Hansen
2. Non aprite quella porta - Parte 2 (The Texas Chainsaw Massacre 2, 1986): Bill Johnson
3. Non aprite quella porta - Parte 3 (Leatherface: The Texas Chainsaw Massacre III, 1990): R.A. Mihailoff
4. Non aprite quella porta IV (Texas Chainsaw Massacre: The Next Generation, 1994): Robert Jacks
5. Non aprite quella porta (The Texas Chainsaw Massacre, 2003): Andrew Bryniarski
6. Non aprite quella porta - L'inizio (The Texas Chainsaw Massacre: The Beginning, 2006): Andrew Bryniarski
7. Non aprite quella porta 3D (Texas Chainsaw 3D, 2013): Dan Yeager
8. Leatherface (2017): Sam Strike
9. Non aprite quella porta (Texas Chainsaw Massacre, 2022): Mark Burnham

## Nomi
Il personaggio è conosciuto come:
- Leatherface (nome originale)
- Faccia di Cuoio (chiamato così dal fratello Nubbins)
- Faccia di Pelle (chiamato così dal fratello Chop Top)
- Bubba (chiamato così dal fratello Chop Top)
- Junior Sawyer (nome in Non aprite quella porta - Parte 3)
- Jedidiah "Jed" Sawyer (nome in Non aprite quella porta 3D e Leatherface)
- Jackson (nome fittizio in Leatherface)
- Thomas Brown Hewitt (remake e il suo prequel)

## Riferimenti in altri media

### Cinema
- Nel Classico Disney Lilo e Stitch, c'è una scena in cui Stitch impugna brevemente una motosega per attaccare Jumba e la impugna imitando Leatherface.
- Nel film Natale a Miami c'è un serial killer che fa a pezzi le sue vittime, spesso con una motosega, e dopo, come macabra usanza, si nutre di testicoli umani: una parodia di Leatherface e di Non aprite quella porta.[senza fonte]

### Televisione
- Leatherface appare in un episodio di Freddy's Nightmares diretto proprio da Tobe Hooper.

### Videogiochi
- Nel 1983 la Wizard Video pubblicò un videogame tratto dal film originale del 1974 per l'Atari 2600.[13] Nel gioco, il giocatore assume il ruolo di Faccia di Cuoio che cerca di uccidere dei passanti mentre deve scansare degli ostacoli come teschi di mucca e simili. Essendo uno dei primi videogiochi a tema horror, The Texas Chainsaw Massacre suscitò polemiche alla sua uscita per il contenuto violento; vendette poche copie, in gran parte a causa del fatto che molti negozi si rifiutarono di metterlo in vendita.[14][15]
- Nel videogioco GTA: San Andreas ci sono alcuni riferimenti a Leatherface e grazie a delle MOD per PC è possibile farlo apparire nel gioco per affrontarlo.
- Nel videogioco Juiced 2: Hot Import Nights è presente un personaggio di nome Bobby Sawyer, un riferimento a Leatherface.
- Faccia di Cuoio appare come personaggio giocabile nel videogioco picchiaduro Mortal Kombat X, distribuito come pacchetto DLC assieme al "collega" Jason Voorhees e ad altri due personaggi del cinema: lo Xenomorfo e il suo rivale Predator. Nel suo finale personale, Leatherface è integrato nel mondo di Mortal Kombat ed è innamorato di Cassie Cage, che cerca di conquistare donandole le proprie "maschere", tra cui quella di Shinnok. Al rifiuto della ragazza, Leatherface la fa a pezzi e fabbrica una nuova maschera dal viso di Cassie. Il personaggio è disponibile in tre versioni differenti: quella classica con il grembiule da macellaio del film originale del 1974, quella con la maschera da donna truccata e il completo nero del finale dello stesso film e una versione simile a quella del remake del 2003. Ogni variante possiede abilità diverse e uno stile di combattimento personale. Il personaggio utilizza come armi sia il martello sia la motosega.
- Faccia di Cuoio compare anche nel videogioco Dead by Daylight come killer giocabile sotto il nome Il Cannibale.
- Una skin di Leatherface è presente nel videogioco Fortnite

### Musica
- Il gruppo musicale punk rock britannico "Leatherface" degli anni '90, prende il suo nome dal personaggio di Non aprite quella porta.
- La vecchia maschera di Corey Taylor, cantante degli Slipknot, era ispirata all'aspetto di Leatherface nel remake del 2003.

### Fumetti
- La saga di Non aprite quella porta e Leatherface e stata protagonista di numerosi fumetti editi nel corso degli anni da Northstar Comics, Topps Comics, Avatar Press e Wildstorm Comics.
- Compare in un fumetto intitolato Jason vs Leatherface, ambientato dopo il film Venerdì 13 parte VI - Jason vive, dove si scontra con Jason Voorhees, il protagonista della saga di Venerdì 13.
- Compare anche in un fumetto crossover con la saga horror Fantasmi dove si scontra con il Tall Man dal quale verrà battuto.
- Nel manga e anime Violence Jack è presente un uomo con una maschera da hockey e una motosega in mano, un tributo a Jason Voorhees (Venerdì 13) e Leatherface (Non aprite quella porta).
- Nel numero 671 di Detective Comics pubblicato nel febbraio 1994, facente parte della saga Knightquest - The Crusade, compare a pagina 18 un criminale vestito e mascherato chiaramente come Leatherface, munito di motosega. Attacca Batman insieme ad altri malintenzionati, tutti travestiti da personaggi cinematografici noti.

### Wrestling
- Il lottatore Michael Penzel lottava in Giappone con il ring name Leatherface e si presentava sul ring vestito come il personaggio del film.[16][17][18]
- A fine anni novanta il wrestler Terry Funk lottò per qualche periodo con l'identità di "Chainsaw Charlie", un boscaiolo pazzo chiaramente ispirato a Leatherface, e saliva sul ring brandendo una motosega.

### Modellismo
L'iconico aspetto di Leatherface nei vari film della serie, ha ispirato nel corso degli anni numerose action figure, statue e statuine che ne ritraggono le fattezze. Le società più attive sul mercato in questo senso sono state McFarlane Toys, NECA, e Sideshow Collectibles.

### Pubblicità
- Esiste un manifesto anti-McDonald's con Leatherface raffigurato come il pagliaccio Ronald McDonald.[senza fonte]